# Hamish Peacock
Hamish Peacock (ur. 15 października 1990 w Hobart) – australijski lekkoatleta specjalizujący się w rzucie oszczepem.
W 2007 w Ostrawie zdobył srebrny medal i tytuł wicemistrza świata juniorów młodszych. Rok później zajął piąte miejsce w mistrzostwach świata juniorów w Bydgoszczy. Podczas mistrzostw świata w latach 2013, 2015 i 2017 odpadał w eliminacjach.
Mistrz Australii wśród kadetów z roku 2007, trzykrotny mistrz kraju w kategorii juniorów (2007, 2008 i 2009), w tej kategorii wiekowej zdobył również 3 brązowe medale w pchnięciu kulą. W 2012, 2013 i 2014 zdobył srebro seniorskich mistrzostw kraju.
Rekord życiowy: 84,39 (22 maja 2016, Hobart).